# エリーザベト・フォン・バイエルン (1361-1382)
エリーザベト・フォン・バイエルン（Elisabeth von Bayern, 1361年 - 1382年1月17日）は、バイエルン公フリードリヒの娘で、パルマ領主マルコ・ヴィスコンティの妻。

## 生涯
バイエルン公フリードリヒとその最初の妻アンナ・フォン・ノイフェンの間の一人娘として生まれた。1365年、バイエルン公爵家の一族とミラノ僭主ベルナボ・ヴィスコンティは同盟関係を結び、この同盟の基盤となる二重の縁組を計画した。1365年8月12日、4歳のエリーザベトとベルナボの長男マルコ、エリーザベトの叔父バイエルン公シュテファン3世とベルナボの長女タデアの2組のカップルの婚約がミラノにおいて成立した。ヴィッテルスバッハ家とヴィスコンティ家はさらに交渉を続け、1366年、1367年には同盟に関する新たな書状が作成されている。1366年10月、バイエルン側からゲルツ伯マインハルト6世が仲人役として遣わされ、ミラノ宮廷で正式な結婚の申し込みを行った。翌11月、ベルナボは同盟締結のために全権を委任した返礼の使節をバイエルンに送り込み、この使節はまたこの二重の縁組についてのハプスブルク家からの承認をも取り付けた。
1367年1月、エリーザベトは4万5000グルデンの持参金を手渡され、2月には彼女の寡婦財産について取り決めがなされた。1367年4月、ミラノでタデアに持参金が用意され、その額は10万グルデンという高額にのぼった。
エリーザベトがミラノにいつ輿入れしたのか、マルコとの婚礼がいつ行われたのかは、はっきりしない。おそらく1367年の夏に実家の従者を連れてローザンヌまで到達し、この地で義父ベルナボの従者に引き渡されてミラノへ向かったと考えられる。エリーザベトの結婚生活は2、3年続いたが、1382年1月3日のマルコの死とともに終わりを告げた。エリーザベトはその2週間後に亡くなり、夫と一緒にミラノの教会に埋葬された。なお、エリーザベトの父フリードリヒ公は1381年にマルコの妹マッダレーナ・ヴィスコンティと再婚している。